# ウマル・ハイヤーム (小惑星)
ウマル・ハイヤーム (3095 Omarkhayyam) は小惑星帯に位置する小惑星である。ソビエトの天文学者リュドミーラ・ジュラヴリョーワがクリミア天体物理天文台で発見した。
セルジューク朝期ペルシアの学者・詩人で『ルバイヤート』の作者、ウマル・ハイヤームから命名された。